# Sven Hedin
Sven Anders Hedin (Estocolmo, 19 de fevereiro de 1865 — 26 de novembro de 1952) foi um explorador, geógrafo e geopolítico sueco.

## Biografia
Hedin nasceu em Estocolmo. Entre 1886 e 1892 estudou geologia, mineralogia, zoologia e latim em Estocolmo, Uppsala, Berlim e Halle. Foi aluno de Ferdinand von Richthofen.
Entre a sua graduação em 1892 e 1935 Hedin levou a cabo várias expedições à Ásia Central. Em 1902 foi o último sueco a ser enobrecido com um título hereditário. Tornou-se membro da Academia Sueca em 1913.
As suas realizações incluem a produção dos primeiros mapas detalhados de vastas partes do Pamir, do Deserto de Taklamakan, do Tibete, da antiga Rota da Seda, e dos Himalaias. Aparentemente foi o primeiro a reconhecer os Himalaias como uma cadeia de montanhas única.
Embora fundamentalmente fosse um explorador, Hedin foi também o primeiro a desenterrar ruínas de cidades budistas antigas na Ásia Central Chinesa. Em 1899 descobriu a cidade antiga chinesa de Loulan (Lou-lan) no deserto de Taklamakan. Muitos dos manuscritos por si desenterrados demonstraram ter uma grande importância histórica.
Nas suas expedições posteriores cartografou grandes partes da região montanhosa das terras altas tibetanas mas nunca atingiu o seu grande objectivo: a cidade proibida de Lhasa.
Politicamente conservador, monárquico, adepto de uma defesa forte e amigo da Alemanha Nazi, Sven Hedin cultivou uma amizade pessoal com o rei Gustavo V da Suécia e a  rainha Vitória de Baden, prestando-lhes visitas regulares.

Foi o co-autor (juntamente com Carl Bennedich) do chamado  discurso do castelo real (borggårdstalet), o qual foi lido pelo rei em fevereiro de 1914, durante a "marcha de suporte ao armamento dos camponeses" (bondetåget), à chegada ao castelo real. Neste discurso o rei atacou a política de defesa do governo liberal de Karl Staaff), levando-o à sua resignação.

O acontecimento desencadeou uma crise constitucional (borggårdskrisen), que pôs em questão o poder do monarca.

## Expedições

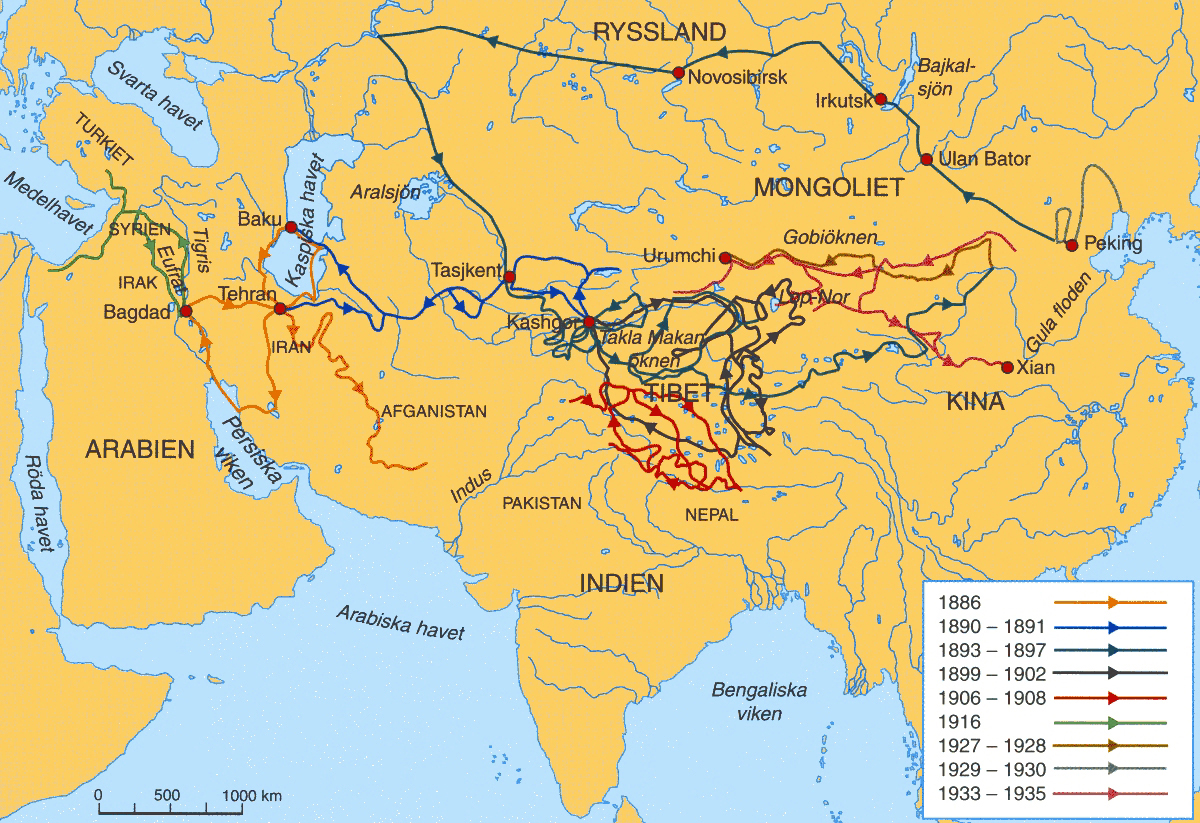
Expedições exploratórias de Sven Hedin entre 1886 e 1935

- 1885-1886 Primeira viagem à Rússia, Cáucaso, Pérsia, Iraque, e Turquia
- 1890-1891 Segunda viagem à Pérsia e à Ásia Central
- 1893-1897 Ásia Central. Ao cruzar o Deserto de Taklamakan só Hedin e dois membros da sua tripulação de quatro homens sobreviveram. Tibete e finalmente Pequim.
- 1899-1902 Ásia Central. Mapeamento do Tibete. Tentativa sem êxito de atingir Lhasa
- 1905-1909 Terceira expedição à Ásia Central, em particular aos Himalaias, onde ele passou tempo significativo no Tibete, onde provavelmente foi o primeiro a descobrir o sistema de montanhoso Trans-Himalaio
- 1914 Viajou por posições militares alemãs na Bélgica, França, Alemanha e Luxemburgo
- 1926-1935 A chamada expedição sino-sueca (em parte patrocinada pelo governo alemão e pela companhia aérea Lufthansa) ao Deserto de Gobi e à Mongólia. Durante este tempo, também conheceu Chiang Kai-shek, que considerou ser uma pessoa impressionante.